# K.O.D.
Albums de Tech N9ne
Sickology 101
(2009) The Lost Scripts of K.O.D.
(2010)
K.O.D., abréviation de King of Darkness, est le dixième album studio du rappeur Tech N9ne, sorti le 26 octobre 2009.
L'album s'est classé 7e au Top R&B/Hip-Hop Albums.

## Liste des titres
| No  | Titre                                                                    | Contient un (des) sample(s) de | Durée |
| --- | ------------------------------------------------------------------------ | ------------------------------ | ----- |
| 1.  | Show Me a God                                                            |                                | 3:41  |
| 2.  | The Warning (Skit)                                                       |                                | 0:31  |
| 3.  | Demons (featuring Three 6 Mafia)                                         |                                | 5:23  |
| 4.  | Blackened the Sun                                                        |                                | 4:26  |
| 5.  | Strange Music Box (featuring Brotha Lynch Hung et Krizz Kaliko)          |                                | 4:11  |
| 6.  | Sundae (Skit)                                                            |                                | 0:25  |
| 7.  | Check Yo Temperature (featuring Sundae et T-Nutty)                       |                                | 4:32  |
| 8.  | B. Boy (featuring Big Scoob, Bumpy Knuckles, Kutt Calhoun et Skatterman) |                                | 5:29  |
| 9.  | Hunterish (featuring Irv Da Phenom et Krizz Kaliko)                      |                                | 3:47  |
| 10. | The Pick Up (Skit)                                                       |                                | 1:15  |
| 11. | In the Trunk                                                             |                                | 4:25  |
| 12. | Pinocchiho                                                               |                                | 2:10  |
| 13. | Horns (featuring King Gordy & Prozak)                                    |                                | 3:59  |
| 14. | Interview With Jason Whitlock (Skit)                                     |                                | 2:21  |
| 15. | It Was an Accident (featuring Alan Wayne)                                |                                | 3:44  |
| 16. | Shadows on the Road                                                      |                                | 3:28  |
| 17. | Low                                                                      |                                | 3:33  |
| 18. | Messages (Skit)                                                          |                                | 1:38  |
| 19. | Killing You                                                              |                                | 3:36  |
| 20. | Leave Me Alone                                                           |                                | 3:52  |
| 21. | Prayer - By Brother K.T. (Skit)                                          |                                | 0:42  |
| 22. | K.O.D. (featuring Mackenzie O'Guin)                                      | Gogo de Gonzales               | 5:14  |
| 23. | The Martini (featuring Krizz Kaliko)                                     |                                | 5:27  |

|  | F.U.N. (Fuck U Niggas) | 3:51 |

|  | F.U.N. (Fuck You Niggas) | 3:51 |
|  | Like I Died              | 3:54 |